# Гущин, Данил Вадимович
Данил Вадимович Гущин (род. 6 февраля 2002, Екатеринбург) — российский хоккеист, нападающий.Выступает за клуб КХЛ «Автомобилист»

## Биография
Начал заниматься хоккеем в екатеринбургских школах «Спартаковец» и «Автомобилист». В 2014 году переехал в Москву, где играл в школах «Динамо» (2014—2017) и ЦСКА (2017—2018). В 2018 году уехал в Северную Америку, где стал выступать за команду USHL «Маскигон Ламберджекс». На драфте НХЛ 2020 года был выбран в 3-м раунде под общим 76-м номером клубом «Сан-Хосе Шаркс». Сезон 2021/22 провёл в команде OHL «Ниагара АйсДогз», так как по возрасту не мог играть в AHL, в конце сезона провёл три матча в АХЛ за фарм-клуб «Сан-Хосе Шаркс» «Сан-Хосе Барракуда». 1 апреля 2023 года дебютировал в НХЛ, забросив в гостевом матче с «Аризона Койтис» (7:2) четвёртую шайбу клуба.
Серебряный призёр юниорского чемпионата мира 2019 года.